# عبد الله بشير العبد الله
عبدالله بشير العبد الله (مواليد 17 سبتمبر 1971) لاعب كرة قدم قطري. شارك في بطولة الرجال في دورة الالعاب الاولمبية الصيفية 1992.